# Distretto di Mekla
Il distretto di Mekla è un distretto della provincia di Tizi Ouzou, in Algeria.

## Comuni
Il distretto di Meklacomprende 3 comuni:
- Mekla
- Aït Khellili
- Souamaâ